# لک‌لک
لک‌لک پرنده‌ای بزرگ با پاها و گردن دراز و نوک بلند و راست می‌باشد که آهسته به پرواز در می‌آید و در حال پرواز پاها و گردن را کشیده و اندکی رو به پایین نگه می‌دارد. لک لک‌ها آرام و کند راه می‌روند، نر و ماده هم‌شکلند. روی درخت‌ها، صخره‌ها یا ساختمان‌ها آشیانه می‌سازند. لک‌لک‌ها یک تیره از راستهٔ لک‌لک‌سانان هستند و گونه‌های مختلفی دارند. طول بدن لک لک‌های ساکن ایران بین ۹۵ تا ۱۰۵ سانتیمتر است.

## گونه‌های زنده
- سرده لک‌لک‌های نوک‌زرد
  - لک‌لک شیری، Mycteria cinerea
  - لک‌لک نوک‌زرد، Mycteria ibis
  - لک‌لک رنگین، Mycteria leucocephala
  - لک‌لک جنگلی، Mycteria americana
- سرده لک‌لک شکاف‌نوک
  - لک‌لک شکاف‌نوک آسیایی، Anastomus oscitans
  - لک‌لک شکاف‌نوک آفریقایی، Anastomus lamelligerus
- سرده لک‌لک‌های راستین
  - لک‌لک شکم‌سفید، Ciconia abdimii
  - لک‌لک گردن‌پشمی، Ciconia episcopus
  - لک‌لک توفان، Ciconia stormi
  - لک‌لک ماگوآری، Ciconia maguari
  - لک‌لک خاوری، Ciconia boyciana (formerly in C. ciconia)
  - لک‌لک سفید، Ciconia ciconia
  - لک‌لک سیاه، Ciconia nigra
- سرده لک‌لک‌های نوک‌زینی
  - لک‌لک گردن‌سیاه، Ephippiorhynchus asiaticus
  - لک‌لک نوک‌زینی، Ephippiorhynchus senegalensis
- سرده Jabiru
  - لک‌لک گردن‌کلفت، Jabiru mycteria
- سرده لک‌لک‌های گرمسیری
  - استخوان‌خور کوچک، Leptoptilos javanicus
  - استخوان‌خور بزرگ، Leptoptilos dubius
  - لک‌لک مردارخوار، Leptoptilos crumeniferus

## تغذیه
لک‌لک‌ها از ماهی‌ها، دوزیستان، حلزون‌ها و غیره تغذیه می‌کنند.

## لک‌لک سفید

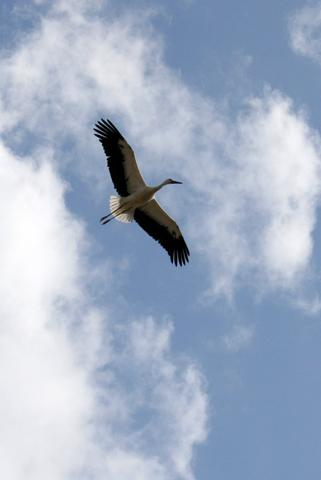
لک‌لک سفید در پرواز

لک‌لک سفید پرنده‌ای به طول ۱۰۵ سانتی‌متر است. این پرنده به‌وسیله پر و بال سفید، شاهپرهای بالی سیاه براق، گردن دراز، منقار و پاهای دراز برنگ سرخ و روشن به آسانی تشخیص داده می‌شود. روی درخت‌ها و ساختمان‌ها می‌نشیند و در این حالت اغلب یک پای خود را جمع می‌کند. آرام و با تأنی راه می‌رود. در پرواز آهسته بال می‌زند و اغلب بالباز اوج می‌گیرد و در ارتفاع زیاد پرواز می‌نماید. طرح بدن در حال پرواز با گردن دراز کشیده آن را از حواصیل، پلیکان و کرکس مشخص می‌کند. به صورت گله‌های نامنظم مهاجرت می‌کند. زود انس می‌گیرد.

## لک‌لک سیاه
لک‌لک سیاه به طول ۹۵ سانتیمتر پر وبالش سیاه براق است با جلای زرشکی و سبز و سطح شکمی سفید، منقار، دور چشم و پاهایش سرخ رنگ است. پرنده‌ای است تک زی ودیر انس به تنهائی یا دسته جمعی مهاجرت می‌کند. مهاجر تابستانه عبوری و زمستانه غیر معمول است. در مناطق دور از دسترس در کوه‌های البرز، کوه‌های شمال خراسان، کوه‌های زاگرس و ارتفاعات کرمان جوجه‌آوری داشته و در امتداد رودهای دائمی جنوب ایران زمستان‌گذارنی می‌کند.

## لک لک ماداگاسکار
لک لک ماداگاسکار به طول ۵۰ سانتی‌متر، بومی جنگل‌های ماداگاسکار می‌باشد.

## زیستگاه
زیستگاه بیشتر لک لک‌ها تالاب‌ها و مناطق پر درخت و جنگلی و علفزارها است.

## نگارخانه

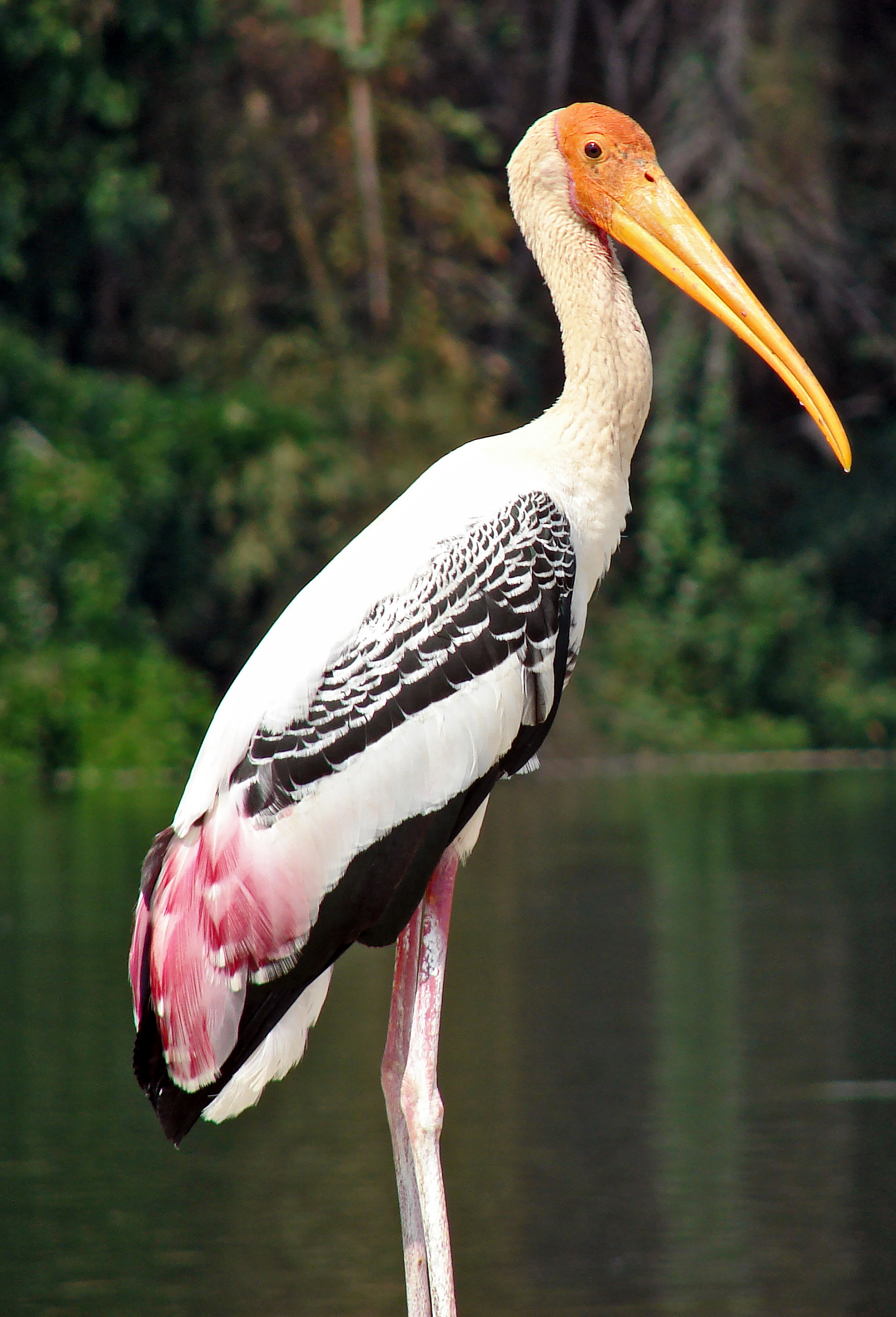
لک‌لک رنگین (Mycteria leucocephala)
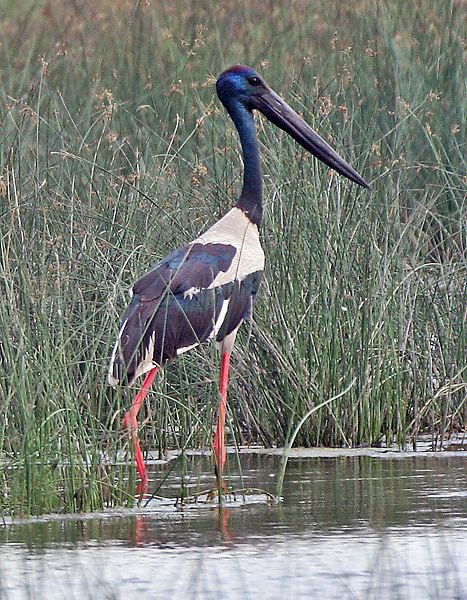
لک‌لک گردن‌سیاه (Ephippiorhynchus asiaticus)
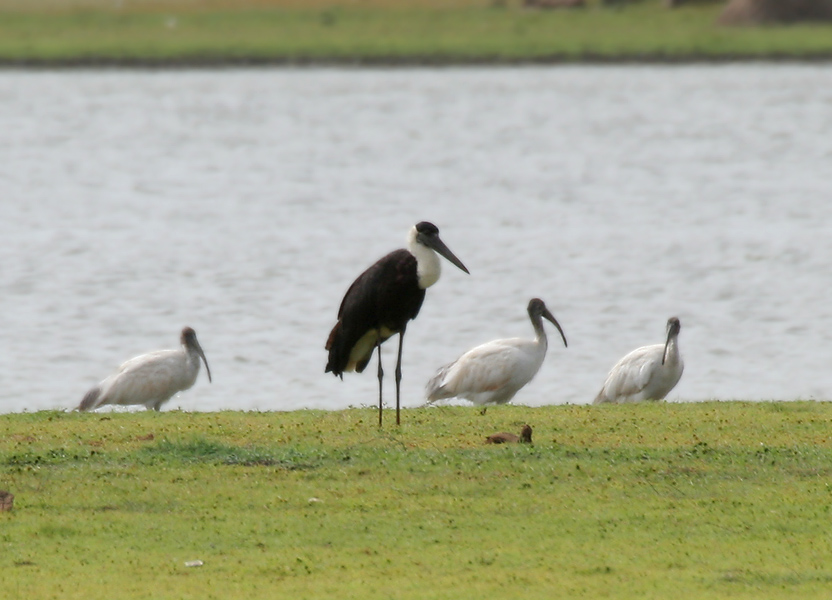
لک‌لک گردن‌پشمی (Ciconia episcopus) همراه اکراس سرسیاه
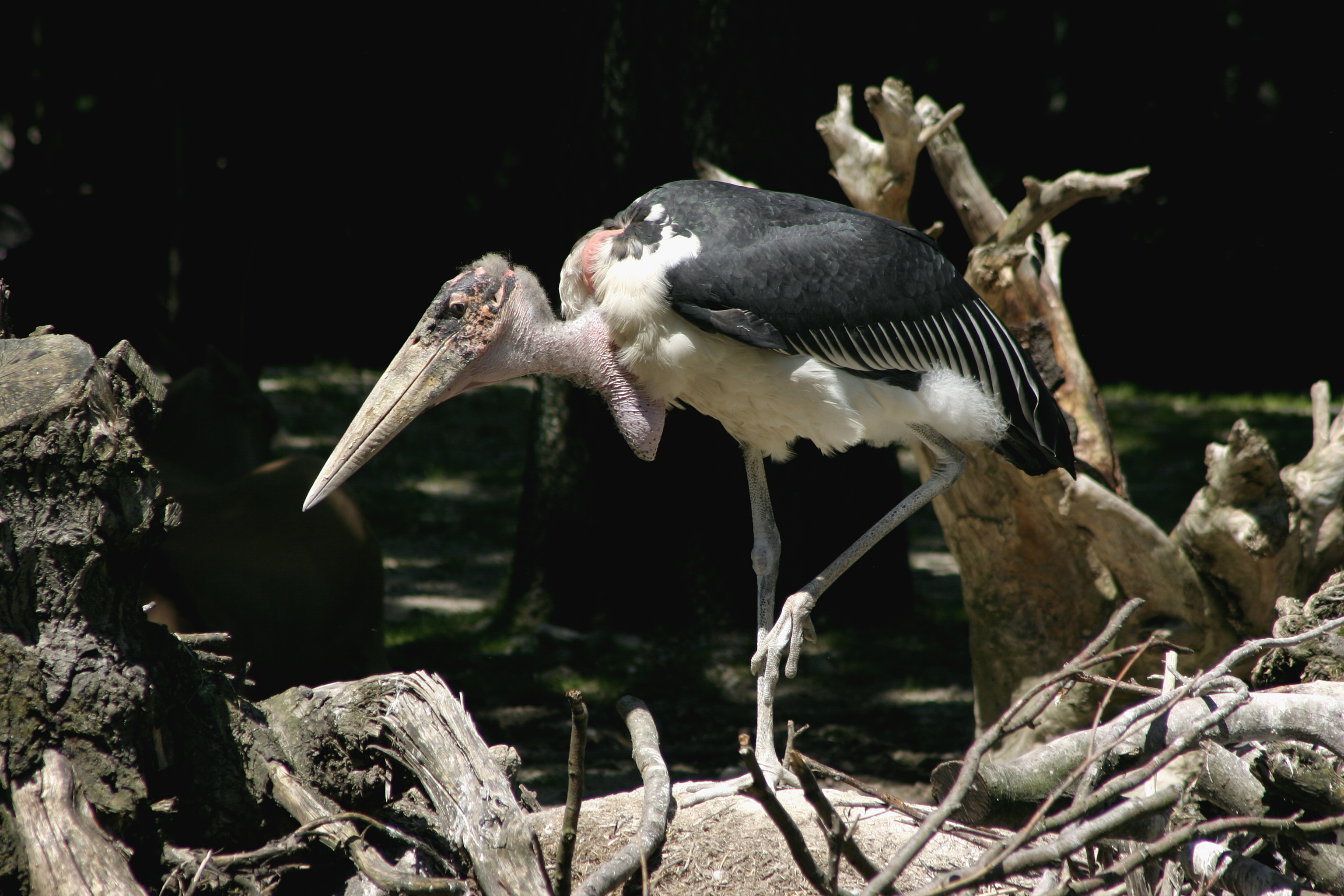
لک‌لک سبز (لک‌لک آفریقایی -Leptoptilos crumeniferus)